# Abakumitas
Abakumitas, também chamados de velhos crentes (em russo:  староверы ou старообрядцы, transl. starovery), foi o nome atribuído aos grupos separatistas da Igreja Rússa do Século XVII, que seguiam a doutrina de Habacuque Pedro, que pregava a igualdade absoluta entre todos os homens. Foram exterminados pela princesa Sofia da Rússia.
No contexto da história da Igreja Ortodoxa Russa, os "velhos crentes" foram separados depois de 1666 pela Igreja Russa Ortodoxa oficial como um protesto contra as reformas da igreja introduzidas pelo Patriarca Nikon entre 1652 e 1666. Os velhos crentes continuam as práticas litúrgicas que a Igreja Ortodoxa Russa mantinha antes da implementação destas reformas.

Na metade do século XVI os russos, sabendo da crescente diversidade entre seu próprio ritual litúrgico ortodoxo e o ritual praticado em outros países ortodoxos, convocaram um concílio para determinar quais práticas ritualísticas eram mais antigas. Nesse concílio, que veio a ser conhecido como Stoglav ou Concílio dos "Cem Capítulos", os hierarcas da Igreja Russa determinaram que suas próprias práticas eram mais antigas e que permaneceriam com as práticas ritualísticas ensinadas a eles por seus batizadores gregos no século X.

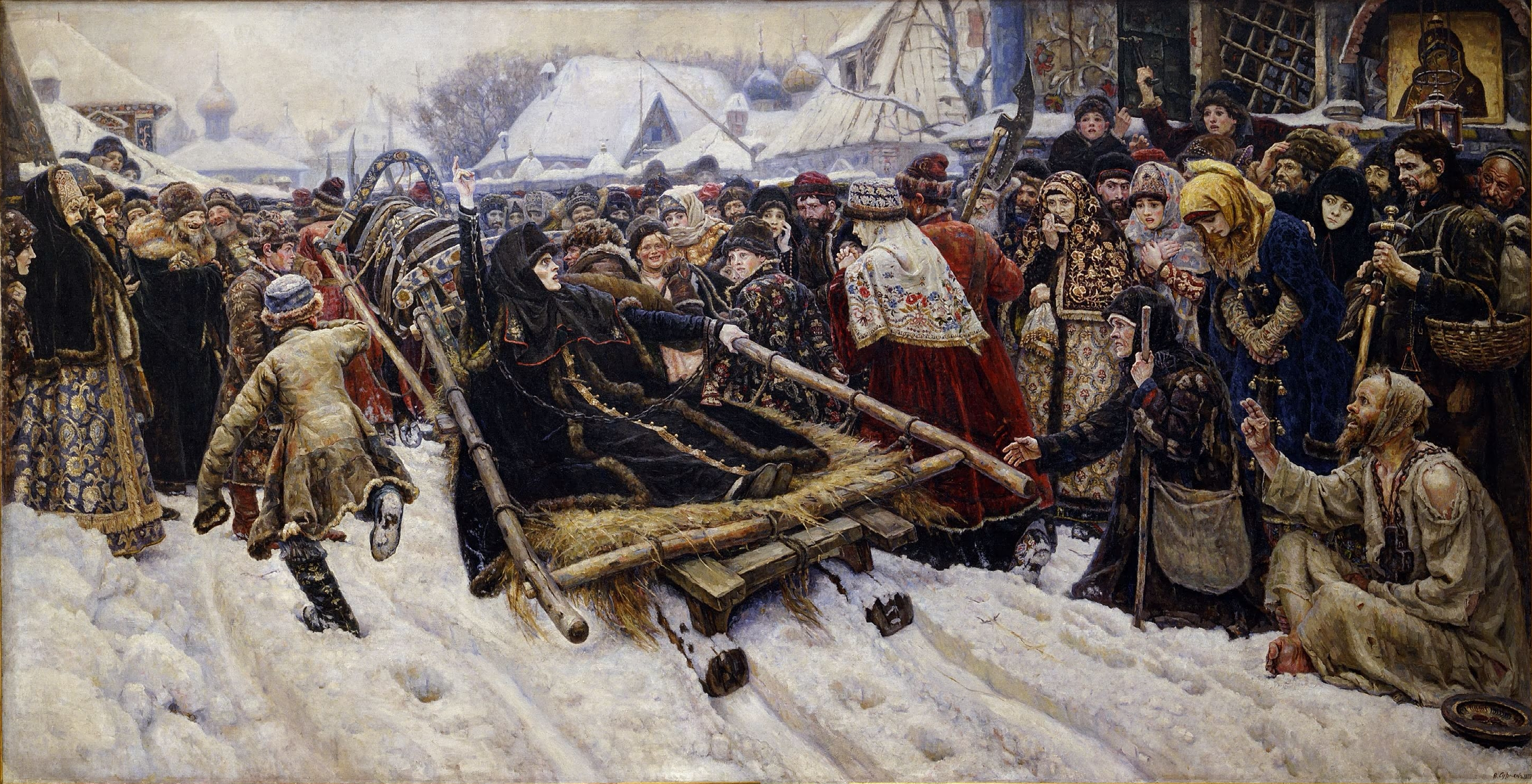
Boyarynya Morozova, de Vasily Surikov, representando a desafiante Feodosia Morozova durante a sua prisão. Seus dois dedos (em vez de três) referem-se à disputa sobre a maneira correta de fazer o sinal da cruz sobre si mesmo.

Em meados do século XVII, o recém-eleito patriarca Nikon, ainda preocupado com esse mesmo assunto, revisou o Saltério, especialmente as seções prefaciárias lidando com o sinal da cruz, prostrações durante a Quaresma, e a ordem das vênias durante os serviços. Seguindo essas reformas o Patriarca fez numerosas outras revisões de livros de ofício e decretou que o sinal da cruz com dois dedos deveria ser substituído pelo com três dedos. Dentro de meses, a Igreja Russa foi sucumbida em meio a controvérsias. Os líderes da oposição às reformas do Patriarca ficaram conhecidos como Velhos Ritualistas (Staro-obriadtsi) e/ou Velhos Crentes (Staroveri).

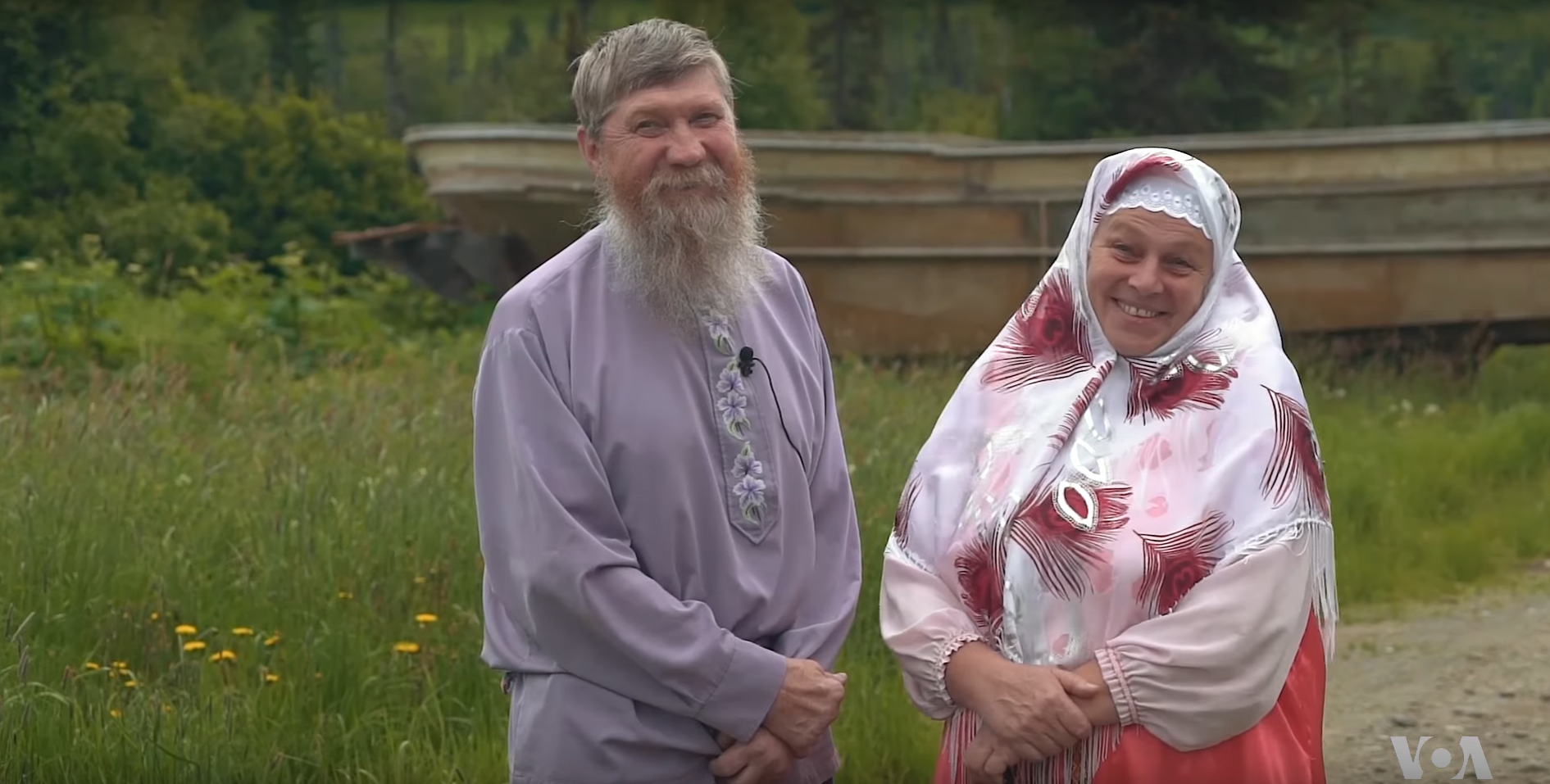
Velhos crentes no Alaska.

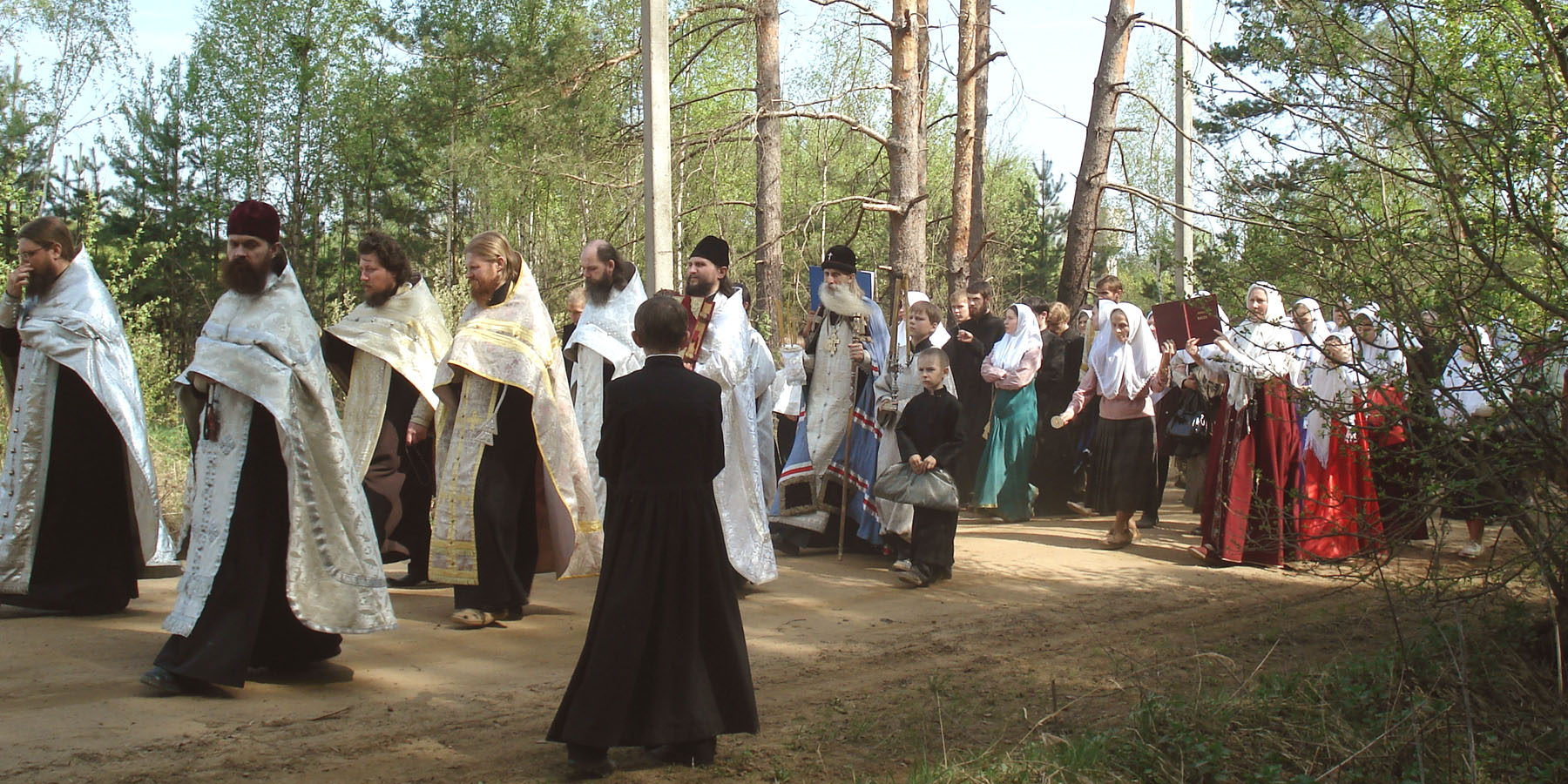
Procissão pascal da Igreja Ortodoxa Russa dos Velhos Crentes em Guslitsa, Oblast de Moscou, 2008.

Estimativas modernas põem o número de velhos crentes vivos entre 1 e 2 milhões de fiéis, cerca de 400 mil desses na Rússia, número notavelmente menor que os 2.2 milhões ao longo do Império Russo contados em 1897, com comunidades aos milhares vivendo em países como Bielorrússia, Lituânia, Letônia, Estados Unidos e Romênia, ou mesmo em lugares tão distantes como o Brasil. Esforços iniciados pelo Arcebispo Nikephoros Theotokis, grego sediado no Império Russo, trouxeram algumas comunidades que guardavam o velho rito para a Igreja Ortodoxa canônica. Em 1971, a Igreja Ortodoxa Russa retirou os anátemas lançados aos velhos crentes, movimento repetido pela Igreja Ortodoxa Russa no Exterior em 1974.

## Denominações dos Velhos Crentes

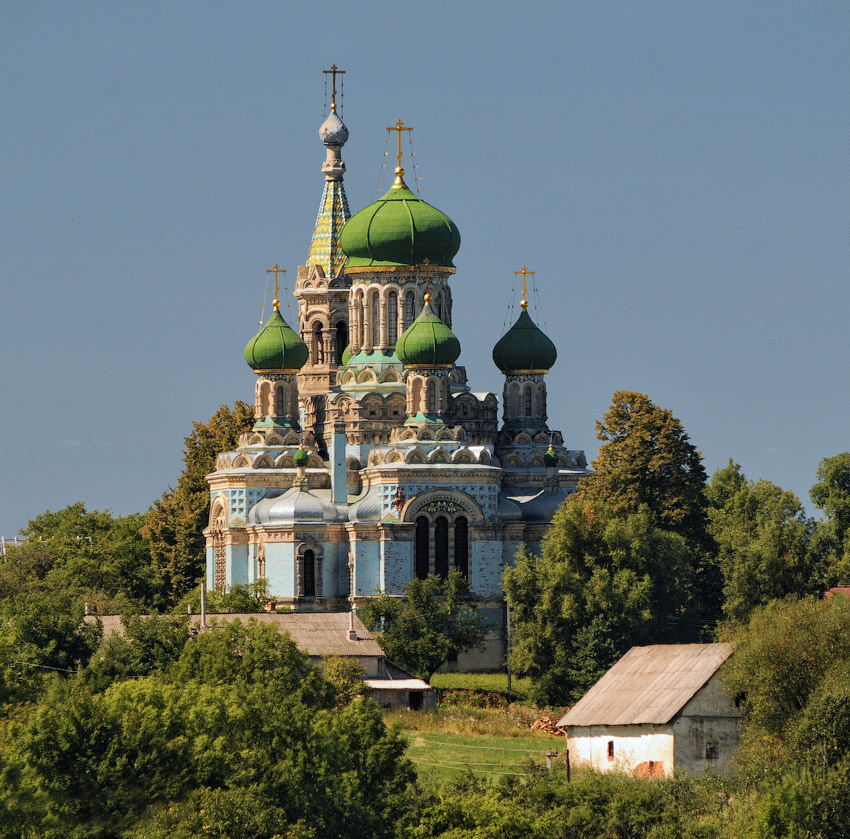
Catedral da Assunção em Belaia Krinitsa, Ucrânia (início do séc. XX), o mais antigo centro dos Velhos Crentes sacerdotais.

- Igreja Ortodoxa Lipovana de Rito Antigo (Hierarquia Belokrinitskaia, Lipovanos);[15]
- Antiga Igreja Ortodoxa da Velha Pomerânia do Acordo de Teodósio (Teodosianos);[16]
- Antiga Igreja Ortodoxa da Pomerânia;[17]
- Antiga Igreja Ortodoxa Russa (Hierarquia Novozibkov);[18]
- Igreja Ortodoxa Russa de Rito Antigo (Hierarquia Belokrinitskaia).[19]